# Avro 685 York
El Avro 685 York era un transporte cuatrimotor de ala alta que fue fabricado en Gran Bretaña durante la Segunda Guerra Mundial. Fue diseñado para proporcionar a la RAF un transporte de largo alcance con un mínimo esfuerzo de diseño.

## Desarrollo y diseño
El diseño del York combinaba el ala, tren de aterrizaje y la planta motriz del bombardero pesado Avro Lancaster, unidos a un fuselaje de sección cuadrada y una unidad de cola completamente nuevos. El ala alta, proporcionaba una excelente visión a las 19 ventanillas circulares situadas a lo largo del espacioso fuselaje.
El primer prototipo voló desde Ringway, Mánchester el 5 de julio de 1942, con una unidad de cola bideriva de empenajes marginales, aunque a partir del tercer prototipo todos los York tuvieron cola trideriva. El segundo prototipo fue equipado con motores radiales Bristol Hercules XVI, en vez de los Rolls-Royce Merlin 24 de 1620 CV, por lo que pasó a denominarse York C.Mk II siendo el único ejemplar construido de esta variante. Los York C.Mk I eran aquellos aviones equipados con el motor lineal Rolls-Royce Merlin de los que fueron construidos 253 ejemplares.
La carga útil del C.MK I era de 4500 kg o 24 pasajeros. Fueron fabricados 4 prototipos, 208 C.Mk I militares y 45 York civiles.

## Servicio operativo
El primer Avro York para uso civil (G-AGJA) fue entregado a BOAC (British Overseas Airways Corporation, Aerolíneas Británicas Transoceánicas) en 1944. Uno de los prototipos designado con el nombre de "Ascalon" fue convertido en avión VIP como un centro de conferencias volante para ser utilizado principalmente por el primer ministro Winston Churchill. En el comando de transporte de la RAF, los más de 200 York fueron utilizados principalmente para unir Inglaterra con India.
Durante el puente aéreo de Berlín, los York de la RAF volaron más de 58 000 salidas, es decir, casi la mitad de las efectuadas por los británicos.
Terminada la Segunda Guerra Mundial muchos ejemplares pasaron a manos civiles siendo utilizados extensivamente como aviones de carga y de pasajeros en numerosas aerolíneas.

## Operadores

### Operadores militares

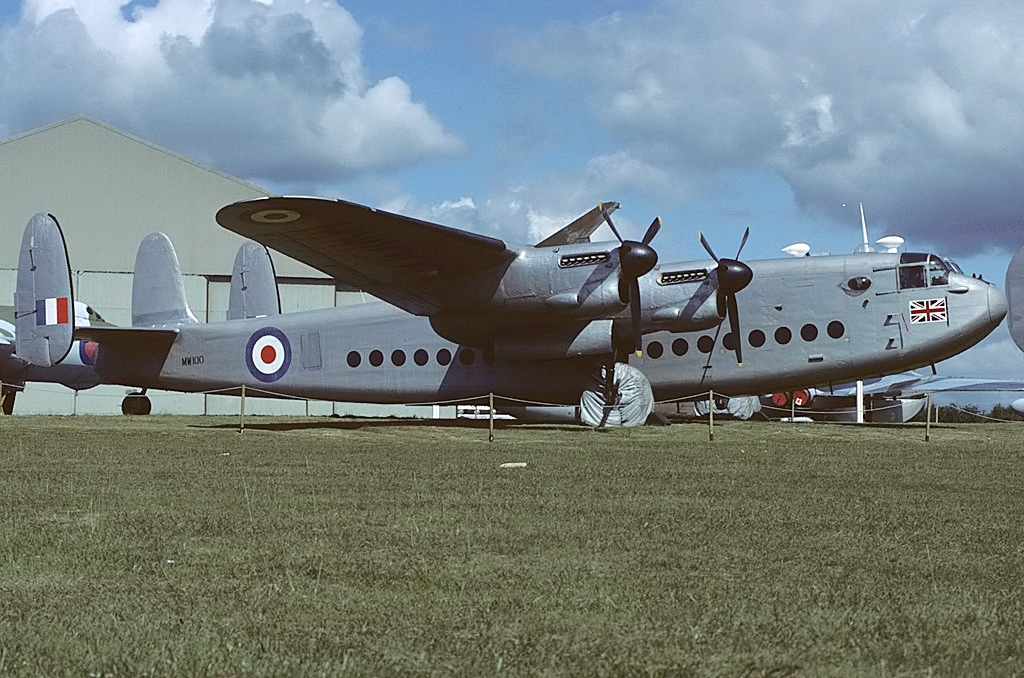

Australia
- Fuerza Aérea Real Australiana

 Francia
- Ejército del Aire Francés

 Reino Unido
- Royal Air Force (RAF)

 Sudáfrica
- Fuerza Aérea Sudafricana

### Operadores civiles
- Air Charter
- Aerolíneas Argentinas
- BOAC

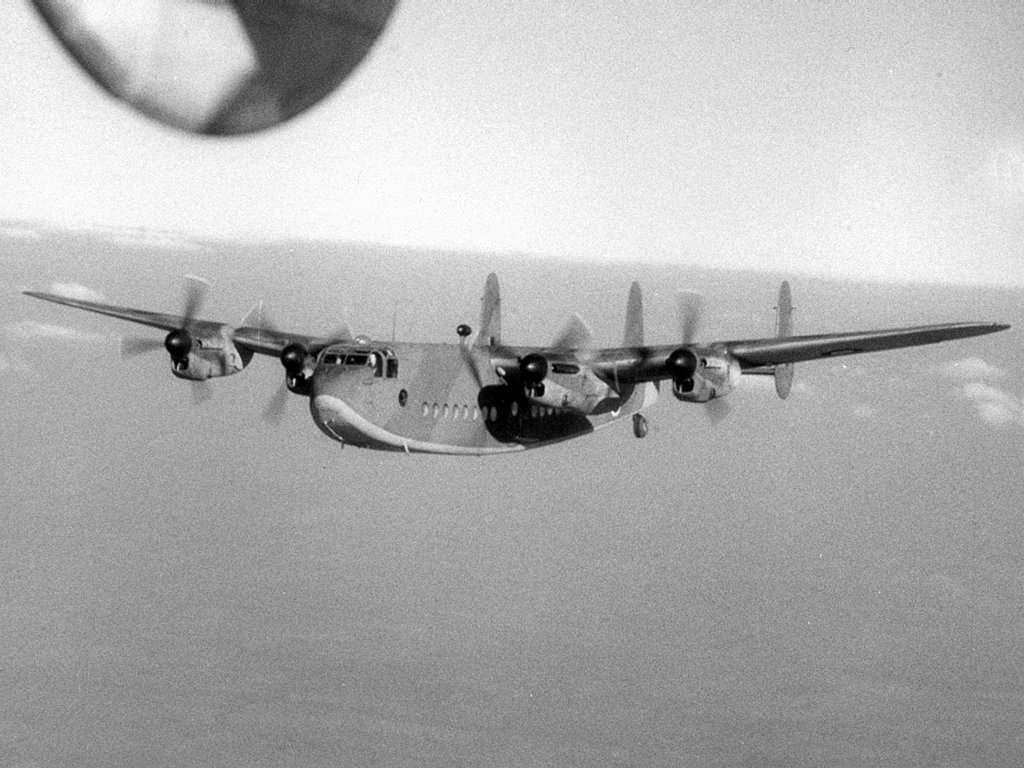
Avro York Mk I.

- British South American Airways BSAAC
- Dan Air
- Eagle Aviation
- Flota Aérea Mercante Argentina FAMA
- Hunting Clan Air Transport
- Scottish Airlines
- Skyways Ltd.
- South African Airways
- Surrey Flying Services

## Especificaciones técnicas

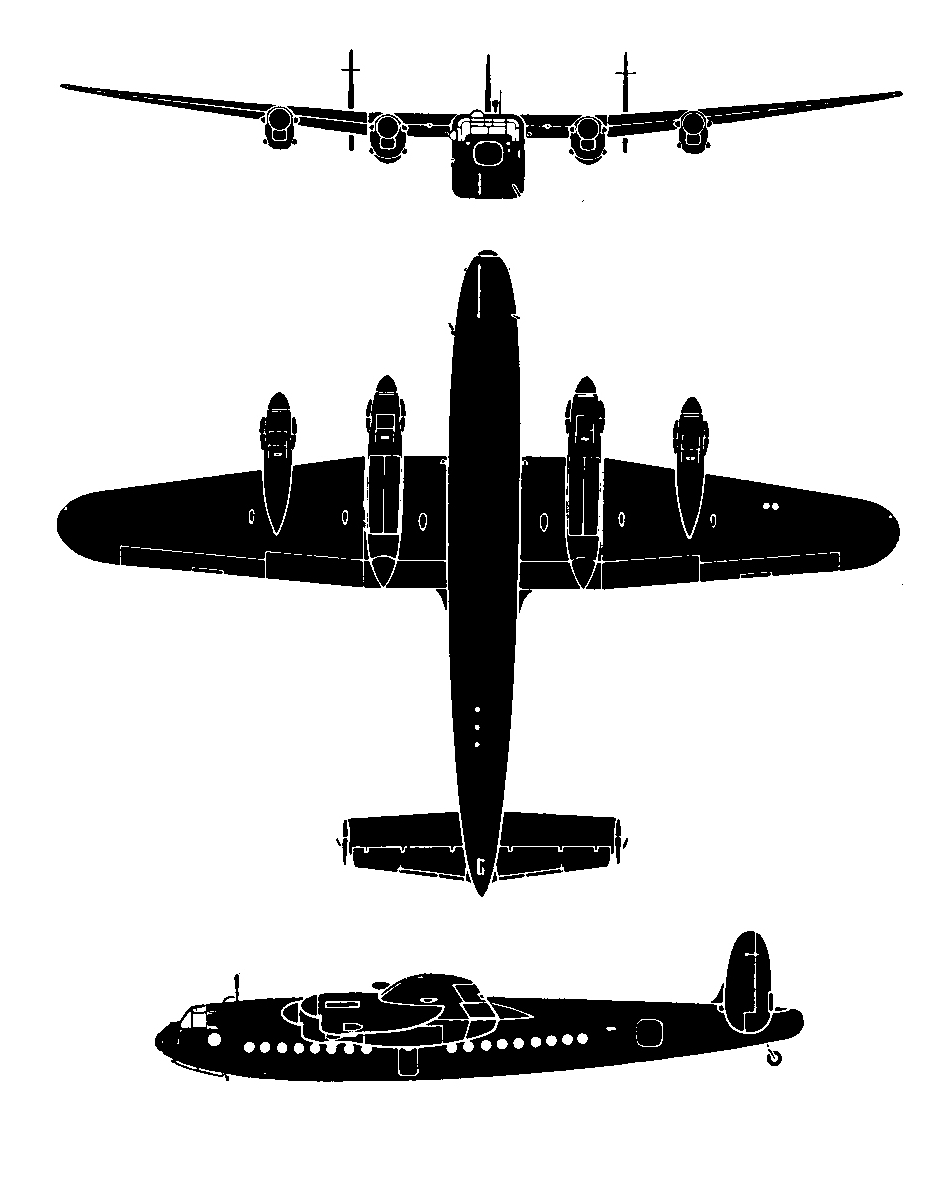
Avro 685 York

Referencia datos: Enciclopedia Ilustrada de la Aviación. Vol.II pag 454

### Características generales
- Tripulación: 5
- Longitud: 23,93 m
- Envergadura: 31,09 m
- Altura: 5,44 m
- Superficie alar: 120,49 m²
- Peso vacío: 19 069 kg
- Peso máximo al despegue: 31 115 kg
- Planta motriz:  Lineal 12 cilindros en V refrigerado por líquido Rolls-Royce Merlin XX.
  - Potencia: 1280 hp cada uno.

### Rendimiento
- Velocidad nunca excedida (Vne): 480 km/h (a 6400 m)
- Velocidad crucero (Vc): 338 km/h
- Alcance: 4345 km
- Techo de vuelo: 7010 m